# Гай Ліциній Муціан
Гай Ліциній Муціан (лат. Gaius Licinius Mucianus, близько 17 — 76) — політичний та військовий діяч ранньої Римської імперії, консул-суффект 64, 70 та 72 років.

## Життєпис
Походив з роду Муціїв з Іспанії. Про батьків мало відомостей. Був усиновлений Гаєм Ліцинієм. Початок стрімкої кар'єри Муціана розпочався за імператора Нерона, коли той у 55 році призначив Ліцинія легатом до армії Корбулона. Під час бойових дій з парфянською армією Муціан зумів відзначитися, а також познайомився зі Сходом. 64 року став консулом-суфектом разом з Квінтом Фабієм Барбаром Антонієм Макром.
У 66 році Муціана було призначено намісником Сирії. На цій посаді допомагав у придушенні повстання в Юдеї. Тут він затоваришував з Веспасіаном. Після вбивства Нерона активно сприяв просуненню Веспасіана до влади. Зокрема, допоміг скинути Вітеллія. 70 року Веспасіан як подяку зробив Гая Ліцинія консулом-суфектом. З цього моменту Муціан отримав значний вплив на імператора, який часто використовував з власною метою й не на користь державі й авторитету імператорської влади. Втім Веспасіан беззаперечно довіряв Муціану. 72 року той утретє став консулом-суффектом разом з Титом Флавієм Сабіном.

## Творчість і наукова діяльність
Муціан захоплювався історією, географією, вивчав римські старожитності. Про назву та зміст історичних творів Муціана немає жодних відомостей. Ймовірно вони були пов'язані з історичними подіями Сходу. Також він склав наукову працю з географії Малої Азії, якою надалі користувався Пліній Старший. Водночас зібрав значну кількість листів та промов красномовців часів пізньої Римської республіки.